# Lisle-sur-Tarn
Lisle-sur-Tarn is een gemeente in het Franse departement Tarn (regio Occitanie) en telt 3683 inwoners (1999). De plaats maakt deel uit van het arrondissement Albi.
Lisle-sur-Tarn is een typische bastide uit de 13e eeuw aan de oevers van de Tarn in het wijngebied van de Gaillac. Het stadje is ongeveer halfweg gelegen op het traject tussen Toulouse en Albi. Lisle-sur-Tarn ligt op het traject van de Via Tolosana, een van de traditionele pelgrimsroutes naar Santiago de Compostella.

## Geografie
De oppervlakte van Lisle-sur-Tarn bedraagt 87,5 km², de bevolkingsdichtheid is 42,1 inwoners per km².
De stad wordt ontsloten door de A68. Het treinstation ligt aan de spoorlijn Brive-la-Gaillarde - Capdenac - Toulouse-Matabiau.
De onderstaande kaart toont de ligging van Lisle-sur-Tarn met de belangrijkste infrastructuur en aangrenzende gemeenten.

## Demografie
Onderstaande figuur toont het verloop van het inwonertal (bron: INSEE-tellingen).